# Hellmut Kasel
Hellmut Kasel  (* 8. September 1906 in Göhren (bei Altenburg); † 12. März 1986 in Augsburg; vollständiger Name Hellmut Edgar Kasel) war ein deutscher Architekt und Baubeamter in der staatlichen Eisenbahn-Bauverwaltung.

## Leben
Hellmut Kasel wurde als Sohn des Architekten Oskar Kasel geboren, der in Diensten der Königlich Sächsischen Staatseisenbahnen stand. Nach dem Abitur am Wettiner-Gymnasium in Dresden im Jahr 1926 und einer anschließenden praktischen Tätigkeit als Maurer und Volontär bei einer Baufirma studierte er an der Technischen Hochschule Dresden Architektur. Die Diplom-Hauptprüfung bestand er am 31. Mai 1935.
In seinem Referendariat arbeitete er bei der Deutschen Reichsbahn, wo er zunächst beim Reichsbahnneubauamt Zwickau eingesetzt wurde. Nach dem Ablegen der Großen Staatsprüfung am 15. Oktober 1938 wurde er ein Jahr später als Assessor zum Reichsbahnneubauamt Augsburg abgeordnet, um am 1. Januar 1940 zur Reichsbahndirektion Danzig versetzt zu werden. Nach dem Kriegsdienst und der Entlassung vom Militär arbeitete er ab August 1945 bei der Eisenbahndirektion Hannover und von 1950 bis 1956 als Hochbaudezernent bei der Bundesbahndirektion Regensburg. Im Januar 1956 wurde er Dezernent des Hochbaudezernats 50 und ab 1968 des Hochbaudezernats 49 bei der Bundesbahndirektion Stuttgart. 1950 wurde Hellmut Kasel zum Bundesbahnrat, 1960 zum Bundesbahnoberrat und 1970 zum Bundesbahndirektor befördert. 1971 ging Hellmut Kasel in den Ruhestand.

## Leistungen
Nach dem Krieg half Hellmut Kasel zunächst beim Wiederaufbau der Eisenbahninfrastruktur des Direktionsbezirkes Hannover mit (u. a. beim Wiederaufbau des Hauptbahnhofes von Hannover, da z. B. Neubau und -gestaltung der am 6. September 1950 neueröffneten Hauptbahnhofsgaststätten Hannover). Betätigungsfelder bei der Deutschen Bundesbahn waren danach insbesondere der Neubau im Zweiten Weltkrieg zerstörter Empfangsgebäude und der Bau moderner Stellwerks-Gebäude für die sich in der Nachkriegszeit etablierenden Gleisbildstellwerke:

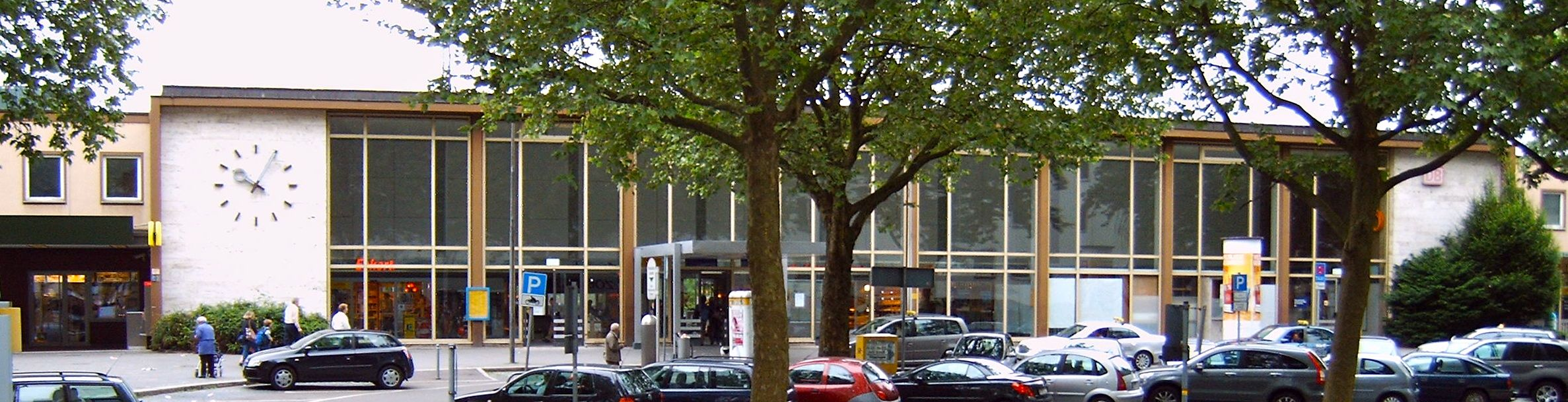
Bahnhof Göppingen

- 1951–1953: Empfangsgebäude des Bahnhofes Plattling
- 1956–1958: Empfangsgebäude Heilbronn Hauptbahnhof
- 1959–1960: Empfangsgebäude des Bahnhofes Schwenningen (Neckar)
- 1961–1964: Empfangsgebäude Bahnhof Göppingen
- 1970–1971: Empfangsgebäude des Bahnhofes Bad Liebenzell
- 1957: Stellwerk im Bad Friedrichshall-Jagstfeld
- 1961: Stellwerk im Bahnhof Plochingen
- 1962: Stellwerk im Bahnhof Göppingen
- 1965: Stellwerk im Hauptbahnhof Heilbronn

1953 und 1954 trug er Textteile zum Lehrbuch Hochbauten der Eisenbahn von Richard Spröggel bei, 1960 und 1961 zum Handbuch des Eisenbahnbauwesens von Ewald Graßmann.